# دروژسکا ویلکیه
دروژسکا ویلکیه (به لهستانی:  Drożyska Wielkie) یک روستا در لهستان است که در گمینا زاکژوو (استان لهستان بزرگ‌تر) واقع شده‌است. دروژسکا ویلکیه ۳۷۰ نفر جمعیت دارد.